# Ranquitte
Ranquitte (Haïtiaans-Creools: Rankit) is een stad en gemeente in Haïti met 27.700 inwoners. De plaats ligt in het Massif du Nord aan de rivier Trois Rivières, 43 km ten zuidoosten van de stad Cap-Haïtien. De gemeente maakt deel uit van het arrondissement Saint-Raphaël in het departement Nord.
Er worden citrusvruchten en koffie verbouwd.

## Indeling
De gemeente bestaat uit de volgende sections communales:
| Nr. | Naam          | Km²   | Inw.2015 |
| --- | ------------- | ----- | -------- |
| 1   | Bac à Soude   | 26,68 | 12.498   |
| 2   | Bois de Lance | 30,94 | 9.301    |
| 3   | Cracaraille   | 24,03 | 5.905    |